# آندرس گارسیا (بازیکن فوتبال، زاده ۲۰۰۳)
آندرس گارسیا (انگلیسی: Andrés García؛ زادهٔ ۷ فوریهٔ ۲۰۰۳) بازیکن فوتبال اهل اسپانیا است که در حال حاضر برای استون ویلا در پست مدافع و هافبک بازی می‌کند.
وی همچنین در تیم ملی فوتبال زیر ۲۱ سال اسپانیا بازی کرده است.

## دوران باشگاهی

### لوانته
آندرس گارسیا که در ویار دل آرسوبیسپو زاده شد، در سال ۲۰۲۱ به آکادمی جوانان باشگاه لوانته پیوست، پس از آن‌که در تیم‌های توره لوانته و اینتر سن خوزه بازی کرده بود. در ژوئیه ۲۰۲۲، او به تیم دوم لوانته در ترسرا فدراسیون ارتقاء یافت.
او در ۱۰ سپتامبر ۲۰۲۲ نخستین بازی بزرگسالان خود را برای تیم دوم انجام داد؛ در ترکیب اصلی برابر توره‌نت به میدان رفت که با شکست ۱–۰ در خانه همراه بود. گارسیا در ۶ نوامبر همان سال، گل نخست خود را به ثمر رساند و پیروزی ۱–۰ برابر الچه بی را رقم زد. او در ۳ ژانویه ۲۰۲۳، نخستین بازی خود برای تیم اول لوانته را در دیداری از کوپا دل ری برابر ختافه انجام داد؛ جایی که به‌عنوان بازیکن تعویضی جایگزین آلخاندرو کانترو شد و بازی با پیروزی ۳–۲ به سود لوانته پایان یافت.
در ۲۲ ژوئیه ۲۰۲۳، قرارداد گارسیا با لوانته برای یک سال دیگر تمدید شد، همراه با گزینه‌ای برای سه فصل اضافه. او در سپتامبر ۲۰۲۳ دچار مصدومیتی شد که سه ماه او را از میادین دور نگه داشت، اما پس از آن در پُست مدافع راست به بازیکنی ثابت بدل شد.
او در ۲۶ مه ۲۰۲۴، نخستین گل حرفه‌ای خود را در تساوی ۲–۲ خانگی برابر آلكورکون به ثمر رساند.

### استون ویلا
در ۲۱ ژانویه ۲۰۲۵، گارسیا ۲۱ ساله با مبلغی اعلام‌نشده به باشگاه استون ویلا در لیگ برتر انگلستان پیوست، که بنا بر گزارش‌ها حدود ۶ میلیون پوند بود. گارسیا در ۱ فوریه ۲۰۲۵ نخستین بازی خود در لیگ برتر را انجام داد؛ در شکست ۲–۰ برابر ولورهمپتون واندررز به میدان رفت.

## دوران ملی
در مارس ۲۰۲۵، گارسیا به تیم ملی زیر ۲۱ سال اسپانیا برای دیدارهایی برابر جمهوری چک و آلمان دعوت شد. او در ۲۱ مارس ۲۰۲۵ و در تساوی ۲–۲ برابر جمهوری چک، نخستین بازی خود را برای تیم زیر ۲۱ سال انجام داد.